# Большеникольск (Марий Эл)
Большеникольск (мар. Никольский почиҥга) — деревня в Советском районе Республики Марий Эл. Входит в состав Михайловского сельского поселения.

## Географическое положение
Находится в центральной части республики Марий Эл на расстоянии приблизительно 12 км по прямой на юго-запад от районного центра посёлка Советский.

## История
Образовалась в 1924 году. В 1932 году в деревне проживали 115 человек, из них 33 русских и 82 марийца. В конце 1970-х годов деревня вошла в колхоз с центром в Михайловке. Прекратилось хозяйственное строительство, стали закрываться фермы. Люди стали переселяться на центральную усадьбу. Если в 1956 году здесь насчитывалось 32 хозяйства, в 1976 году — 28, то в 1988 году только 23 хозяйства. В советское время работали колхозы «Заря», имени Сталина, затем — «Заветы Ильича».

## Население
Население составляло 191 человек (94 % мари) в 2002 году, 102 в 2010.